# Bourguignon-sous-Montbavin
Bourguignon-sous-Montbavin är en kommun i departementet Aisne i regionen Hauts-de-France i norra Frankrike. Kommunen ligger  i kantonen Anizy-le-Château som ligger i arrondissementet Laon. År 2022 hade Bourguignon-sous-Montbavin 146 invånare.

## Befolkningsutveckling
Antalet invånare i kommunen Bourguignon-sous-Montbavin
Referens: INSEE